# أندريه مالينا
أندريه مالينا (بالبولندية: Andrzej Malina)‏ هو مصارع هاوي بولندي، ولد في 11 أكتوبر 1960 في Konstancin-Jeziorna ‏ في بولندا.

## وصلات خارجية
- أندريه مالينا على موقع قاعدة بيانات المصارعة الدولية (الإنجليزية)
- أندريه مالينا على موقع اللجنة الأولمبية الدولية (الإنجليزية)
- أندريه مالينا على موقع أوليمبيديا (الإنجليزية)
- أندريه مالينا على موقع اللجنة الأولمبية البولندية (مؤرشف) (البولندية)